# ايمانويل سالينغر
ايمانويل سالينغر (بالألمانية: Emmanuel Salinger ) (و. 1964 – م) هو ممثل، وكاتب سيناريو من فرنسا . ولد في باريس .

## التعليم
تعلم في المعهد العالي للدراسات السينمائية (باريس)

## روابط خارجية
- ايمانويل سالينغر على موقع IMDb (الإنجليزية)
- ايمانويل سالينغر على موقع ألو سيني (الفرنسية)
- ايمانويل سالينغر على موقع أول موفي (الإنجليزية)
- ايمانويل سالينغر على موقع قاعدة بيانات الأفلام السويدية (السويدية)
- ايمانويل سالينغر على موقع قاعدة بيانات الفيلم (الإنجليزية)
- ايمانويل سالينغر على موقع كينوبويسك (الروسية)